# Albania
|  | No s'ha de confondre amb Albània. |

Albania és un municipi de Colòmbia al departament de la Guajira amb 13.315 habitants al 2015. Limita pel nord i est amb el municipi de Maicao i Veneçuela; pel sud amb Fonseca, i al sud-oest amb Hatonuevo; a l'oest amb Riohacha i Hatonuevo. Fundat com a municipi el 19 de març del 2000, des del 2016 el seu alcalde és Pablo Parra Cordoba.
Aquest municipi és en una gran conca sedimentària de carbó, que és explotada pel conglomerat d'empreses trans-nacionals El Cerrejón; a més està constituït per un terreny pla entre la plana al·luvial del riu Ranchería, i també pels territoris elevats del flanc occidental de la Serranía del Perijá i els vessants orientals de la Sierra Nevada.